# Apanteles paraguayensis
Apanteles paraguayensis är en stekelart som beskrevs av Brethes 1924. Apanteles paraguayensis ingår i släktet Apanteles och familjen bracksteklar. Inga underarter finns listade i Catalogue of Life.